# Eubranchipus neglectus
Eubranchipus neglectus är en kräftdjursart som beskrevs av Garman 1926. Eubranchipus neglectus ingår i släktet Eubranchipus och familjen Chirocephalidae. Inga underarter finns listade i Catalogue of Life.